# Netlog
Netlog fue una red social de origen belga especialmente focalizada en la juventud de Europa y América Latina. El 30 de septiembre de 2014 Netlog anunció su cierre, para fusionarse posteriormente con la red social Twoo.
La web fue fundada en julio del 2003 en Gante, Bélgica, por Lorenz Bogaert y Toon Coppens, y en septiembre de 2010 llegó a tener más de 87 millones de miembros registrados en 25 diferentes idiomas.
Antes del cierre, Netlog envió un correo electrónico con un enlace personalizado a cada usuario para que pudiera descargar toda la información que había aportado a la red (fotos, blogs, mensajes, etc.).
En Netlog sus miembros podían crear su propio espacio web, personalizándolo con fotos, vídeos, blogs, comentarios, juegos, regalos, temas, chat, etc.
Para poder ser miembro de Netlog era necesario registrarse mediante una dirección de correo electrónico o utilizando la invitación de una persona que ya fuese miembro de dicha red social.